# Campeonato Sul-Americano de Voleibol Masculino de 2021
O Campeonato Sul-Americano de Voleibol Masculino de 2021 foi a 34ª edição do torneio organizado bianualmente pela Confederação Sul-Americana de Voleibol (CSV). O evento foi sediado em Brasília, capital do Brasil, com suas partidas tendo sido disputadas no Ginásio Nilson Nelson, entre os dias 1 e 5 de setembro de 2021, credenciando os finalistas ao Mundial de 2022.
O Brasil conquistou seu 33º título ao derrotar a Argentina na última rodada. As duas seleções foram classificadas para o Campeonato Mundial de 2022; e, na disputa pelo bronze, o Chile venceu a Colômbia. O levantador brasileiro Bruno Rezende foi premiado como Melhor Jogador da Competição (em inglês: Most Value Player - MVP).

## Seleções participantes
O torneio contou com 5 seleções após a desistência da seleção venezuelana.
| Equipe    | Última participação |
| --------- | ------------------- |
| Brasil    | (Sede), 1º em 2019  |
| Argentina | 2º em 2019          |
| Chile     | 3º em 2019          |
| Colômbia  | 6º em 2019          |
| Peru      | 5º em 2019          |

## Fórmula de disputa
Inicialmente, as seis equipes seriam divididas em dois grupos, com três seleções cada. Os times da mesma chave se enfrentariam, totalizando dois jogos para cada equipe na fase classificatória. As seleções que terminassem na terceira posição disputariam o 5º e o 6º lugares. Já as duas melhores seleções de cada grupo avançariam para a fase final, que seriam disputadas em duas semifinais. As equipes vencedoras iriam para a decisão pela medalha de ouro, enquanto as perdedoras disputariam a medalha de bronze.
No dia 27 de agosto, a seleção venezuelana desistiu de participar desta competição, devido às complicações provocadas pela pandemia da COVID-19. Desta maneira, o regulamento foi alterado para a disputa em turno único, com as cinco seleções se enfrentado até o final do torneio.

### Critérios de desempate
1. Número de vitórias
2. Número de pontos
3. Sets average
4. Pontos average

Partidas terminadas em 3–0 ou 3–1: 3 pontos para o vencedor, 0 pontos para o perdedor;
Partidas terminadas em 3–2: 2 pontos para o vencedor, 1 ponto para o perdedor.

## Fase única
- Todas as partidas seguiram o fuso horário local (UTC−3).

|     |           |     | Jogos | Jogos | Jogos | Resultados | Resultados | Resultados | Resultados | Resultados | Resultados | Sets | Sets | Sets   | Pontos | Pontos | Pontos |
| Pos | Equipe    | Pts | T     | V     | D     | 3–0        | 3–1        | 3–2        | 2–3        | 1–3        | 0–3        | V    | P    | R      | V      | P      | R      |
| --- | --------- | --- | ----- | ----- | ----- | ---------- | ---------- | ---------- | ---------- | ---------- | ---------- | ---- | ---- | ------ | ------ | ------ | ------ |
| 1   | Brasil    | 12  | 4     | 4     | 0     | 3          | 1          | 0          | 0          | 0          | 0          | 12   | 1    | 12,000 | 324    | 250    | 1.296  |
| 2   | Argentina | 9   | 4     | 3     | 1     | 2          | 1          | 0          | 0          | 1          | 0          | 10   | 4    | 2.500  | 325    | 292    | 1.113  |
| 3   | Chile     | 6   | 4     | 2     | 2     | 1          | 1          | 0          | 0          | 1          | 1          | 7    | 7    | 1,000  | 315    | 308    | 1.023  |
| 4   | Colômbia  | 3   | 4     | 1     | 3     | 0          | 1          | 0          | 0          | 1          | 2          | 4    | 10   | 0.400  | 296    | 324    | 0.914  |
| 5   | Peru      | 0   | 4     | 0     | 4     | 0          | 0          | 0          | 0          | 1          | 3          | 1    | 12   | 0.083  | 237    | 323    | 0.734  |

Rodada 1
| Data  | Hora  |              | Placar |          | Set 1 | Set 2 | Set 3 | Set 4 | Set 5 | Total | Relatório |
| ----- | ----- | ------------ | ------ | -------- | ----- | ----- | ----- | ----- | ----- | ----- | --------- |
| 1 set | 16:30 | 'Argentina ' | 3–0    | Colômbia | 25–20 | 25–19 | 25–17 |       |       | 75–56 | 75–56     |
| 1 set | 19:00 | 'Brasil '    | 3–0    | Peru     | 25–12 | 25–19 | 25–18 |       |       | 75–49 | 75–49     |

Rodada 2
| Data  | Hora  |           | Placar |          | Set 1 | Set 2 | Set 3 | Set 4 | Set 5 | Total | Relatório |
| ----- | ----- | --------- | ------ | -------- | ----- | ----- | ----- | ----- | ----- | ----- | --------- |
| 2 set | 16:30 | 'Chile '  | 3–0    | Peru     | 25–23 | 25–22 | 25–13 |       |       | 75–58 | 75–58     |
| 2 set | 19:00 | 'Brasil ' | 3–0    | Colômbia | 25–20 | 25–22 | 25–21 |       |       | 75–63 | 75–63     |

Rodada 3
| Data  | Hora  |           | Placar |              | Set 1 | Set 2 | Set 3 | Set 4 | Set 5 | Total | Relatório |
| ----- | ----- | --------- | ------ | ------------ | ----- | ----- | ----- | ----- | ----- | ----- | --------- |
| 3 set | 16:30 | Peru      | 0–3    | ' Argentina' | 20–25 | 21–25 | 12–25 |       |       | 53–75 | 53–75     |
| 3 set | 19:00 | 'Brasil ' | 3–0    | Chile        | 25–22 | 25–18 | 25–19 |       |       | 75–59 | 75–59     |

Rodada 4
| Data  | Hora  |              | Placar |       | Set 1 | Set 2 | Set 3 | Set 4 | Set 5 | Total | Relatório |
| ----- | ----- | ------------ | ------ | ----- | ----- | ----- | ----- | ----- | ----- | ----- | --------- |
| 4 set | 10:00 | 'Argentina ' | 3–1    | Chile | 25–16 | 21–25 | 25–21 | 25–22 |       | 96–84 | 96–84     |
| 4 set | 13:00 | 'Colômbia '  | 3–1    | Peru  | 25–21 | 25–16 | 23–25 | 25–15 |       | 98–77 | 98–77     |

Rodada 5
| Data  | Hora  |           | Placar |           | Set 1 | Set 2 | Set 3 | Set 4 | Set 5 | Total | Relatório |
| ----- | ----- | --------- | ------ | --------- | ----- | ----- | ----- | ----- | ----- | ----- | --------- |
| 5 set | 10:00 | 'Brasil ' | 3–1    | Argentina | 25–17 | 24–26 | 25–18 | 25–18 |       | 99–79 | 99–79     |
| 5 set | 13:00 | Colômbia  | 1–3    | ' Chile'  | 25–22 | 17–25 | 22–25 | 15–25 |       | 79–97 | 79–97     |

## Classificação final
| Posição | Equipe    |
| ------- | --------- |
| 1       | Brasil    |
| 2       | Argentina |
| 3       | Chile     |
| 4       | Colômbia  |
| 5       | Peru      |

|  | Equipes classificadas para o Campeonato Mundial de 2022 |

## Premiações individuais
Os atletas que se destacaram individualmente foramː
| - Most Valuable Player (MVP) Bruno Rezende - Melhor Oposto Liberman Agámez - Melhores Ponteiros Ricardo Lucarelli Vicente Parraguirre | - Melhor Levantador Bruno Rezende - Melhores Centrais Agustín Loser Martín Ramos - Melhor Líbero Santiago Danani |

## Ligação externa
- Site oficial da Confederação Sul-Americana de Voleibol (em espanhol)